# Технології, що покращують приватність
Технології, що покращують приватність (ТПП) — це технології, які втілюють фундаментальні принципи захисту даних шляхом мінімізації використання персональних даних, максимального захисту даних та розширення можливостей окремих осіб. ТПП дозволяють онлайн-користувачам захищати приватність їх персональних даних, які надано службам або застосуванням, і які обробляються цим службами. ТПП використовують методи, щоб мінімізувати володіння персональними даними без втрати функціональності інформаційної системи. Загалом, ТПП можна класифікувати як жорсткі та м’які технології приватності.

## Цілі ТПП
Метою ТПП є захист особистих даних і гарантування користувачам технологій, що їхня інформація є приватною, а управління захистом даних є пріоритетом для організацій, які несуть відповідальність за будь-які персональні дані, дозволяє користувачам виконувати одну або декілька з наведених нижче дій, пов’язаних із їхніми особистими даними, надісланими та використаними постачальником онлайн-послуг, продавцем чи іншими користувачами.
Метою ТПП є покращення контролю над особистими даними, які надсилаються та використовуються постачальниками онлайн-послуг і продавцям (або іншим онлайн-користувачам) (інформаційне самовизначення). ТПП мають на меті звести до мінімуму персональні дані, які збираються та використовуються постачальниками послуг і продавцями, використовують псевдоніми або анонімні облікові дані для забезпечення анонімності, а також прагнуть отримати інформовану згоду на надання персональних даних постачальникам послуг і продавцям онлайн. У переговорах про приватність споживачі та постачальники послуг встановлюють, підтримують та вдосконалюють політику приватності як індивідуальні угоди шляхом постійного вибору між альтернативними послугами, таким чином надаючи можливість обговорювати умови надання персональних даних постачальникам онлайн-послуг і продавцям (обробка даних /обговорення політики приватності). У рамках приватних переговорів партнери по транзакції можуть додатково об’єднати схеми збору та обробки особистої інформації з грошовою або негрошовою винагородою.
ТПП надають можливість дистанційно перевіряти виконання цих умов у постачальників онлайн-послуг і продавців (завірення), дозволяють користувачам реєструвати, архівувати та переглядати минулі передачі їхніх персональних даних, включаючи дані, які були передані, коли, кому і за яких умов, а також сприяти використанню їхніх законних прав на перевірку, виправлення та видалення даних. ТПП також дають можливість споживачам або людям, які хочуть захистити приватність, приховати свою власну особистість. Процес передбачає маскування особистої інформації та заміну цієї інформації на псевдонімну або анонімну особистість.

## Сім'ї ТПП
Технології, що покращують приватність, можна поділити на основі припущень, на які вони спираються.

### М'які технології приватності
Якщо передбачається, що третій стороні можна довіряти обробку даних. Ця модель заснована на відповідності, згоді, контролі та аудиті.
Прикладом технологій є контроль доступу, диференційна приватність і тунельне шифрування (SSL/TLS).

### Жорсткі технології приватності
Жодна особа не може порушувати приватність користувача. Це передбачає, що третім сторонам не можна довіряти. Метою захисту даних є мінімізація даних і зниження потреби у довірі до третіх сторін.
Приклади таких технологій включають цибулеву маршрутизацію, таємне голосування та VPN, які використовувався для демократичних виборів.

## Існуючі ТПП
ТПП розвивалися з моменту їхньої першої появи в 1980-х роках. Час від часу публікувалися оглядові статті про стан технологій приватності:
- Основний, хоча принципово теоретичний огляд термінології та основних технологій анонімізації можна знайти у  термінології анонімності Фіцмана та Хансена.[6]
- У 1997,  звіт Голдберга, Вагнера та Брюера з Каліфорнійського університету в Берклі узагальнили ТПП.[7]
- У 2003 році Borking, Blarkom і Olk розглянули технології з точки зору захисту даних у своєму Довіднику з технологій покращення приватності.[1]
- У 2007 році Фріч опублікував історичний, таксономічний та практичний огляд сучасних ТПП для дослідницького  проекта PETWeb.[8]
- У 2008 році Фріч і Абі задокументували розрив між впровадженими ТПП та їх успішним розгортанням у дорожньої карти досліджень ТПП.[9]
- У 2015 році Heurix et al. опублікували таксономію технологій покращення приватності.[10]
- Спеціалізація досліджень ТПП, яка спрямована на покращення прозорості досліджень обробки даних Технологій покращення прозорості. Оглядова стаття Janic et. ін. підсумовує розвиток подій.[11] Мурманн і Фішер-Хюбнер опублікували в 2017 році огляд інструментів прозорості.[12]
- У 2019 році Всесвітній економічний форум опублікував білу книгу щодо вивчення варіантів використання фінансових технологій та інфраструктури.
- Бостонська жіноча робоча сила опублікувала звіти в 2017 та 2019 щодо вивчення гендерного розриву в оплаті праці в ряді бостонських компаній. Дані порівнювалися за допомогою ТПП, щоб гарантувати, що приватна інформація про співробітників залишається конфіденційною.
- У 2020 році Identiq опублікував електронну книгу обговорення використання ТПП, які активно використовуються для перевірки ідентичності.
- У 2021 році Європейська Рада із захисту інформації[en], яка наглядає за дотриманням GDPR, та Агентство Європейського Союзу з питань мережевої та інформаційної безпеки опублікували технічну настанову з підтримки безпечних багатосторонніх обчислень як дієвого засобу захисту приватності, що застосовується як у сфері охорони здоров’я та кібербезпеки.

## Приклад ТПП
Приклади існуючих технологій покращення приватності:
- Анонімайзери зв'язку, що приховують справжню онлайн-ідентифікацію (адресу електронної пошти, IP-адресу тощо) та замінюють її ідентифікатором, який не можна відстежувати (одноразова адреса електронної пошти, випадкова IP-адреса хостів, які беруть участь в анонімній мережі, псевдонім тощо). Їх можна застосовувати до електронної пошти, перегляду вебсторінок, P2P мереж, VoIP, чату, обміну миттєвими повідомленнями, криптовалют (криптовалютний змішувач) тощо.
- Спільні фіктивні облікові записи. Одна людина створює обліковий запис, надаючи підроблені дані щодо імені, адреси, номера телефону, уподобань, життєвої ситуації тощо. Потім вони публікують свої ідентифікатори користувачів і паролі в Інтернеті. Тепер кожен може зручно користуватися цим обліковим записом. Таким чином користувач впевнений, що в профілі облікового запису немає персональних даних про нього. (Більше того, він звільняється від клопотів, пов’язаних із реєстрацією на сайті самостійно.)
- Обфускація відноситься до багатьох практик додавання відволікаючих або оманливих даних до журналу або профілю, що може бути особливо корисним для обману точної аналітики після того, як дані вже втрачені або розкриті. Її ефективність проти людей піддається сумніву, але вона має більшу перспективу проти неглибоких алгоритмів.[13][14][15][16] Обфускація також приховує особисту інформацію або конфіденційні дані за допомогою комп’ютерних алгоритмів і методів маскування. Ця техніка також може включати додавання оманливих або відволікаючих даних чи інформації, тому зловмиснику важче отримати необхідні дані.
- Доступ до персональних даних: інфраструктура постачальника послуг дозволяє користувачам перевіряти, виправляти або видаляти всі свої дані, що зберігаються у постачальника послуг.
- Ідентифікатор з покращеною приватністю[en] (EPID) — це алгоритм електронного підпису, який підтримує анонімність. На відміну від традиційних алгоритмів електронного підпису (наприклад, PKI), в яких кожен об'єкт має унікальний відкритий ключ перевірки та унікальний особистий ключ підпису, EPID надає загальний груповий відкритий ключ перевірки, пов'язаний з багатьма унікальними особистими ключами підпису.[17] EPID був створений для того, щоб пристрій міг довести зовнішній стороні, що це за пристрій (і, за бажанням, яке програмне забезпечення запущено на пристрої), не потребуючи також розкривати точну ідентифікаційну інформацію, тобто доводити, що він є справжнім членом групи не показуючи, яким членом він є. Використовується з 2008 року.
- Гомоморфне шифрування – це форма шифрування, яка дозволяє виконувати обчислення із зашифрованими текстами.
- Доведення з нульовим розголошенням – це метод, за допомогою якого одна сторона (доводжувач) може довести іншій стороні (перевіряючому), що вони знають значення x, не передаючи жодної інформації, крім факту що вони знають значення х.
- Безпечне багатостороннє обчислення[en] – це метод для сторін спільного обчислення функції за своїми вхідними даними, зберігаючи ці вхідні дані приватними.
- Неінтерактивне доведення з нульовим розголошенням[en] – це доведення з нульовим розголошенням, яке не потребує взаємодії між доводжувачем і перевіряючим.
- Шифрування, що зберігає формат - це таке шифрування, що вихід (шифротекст) має той самий формат, що й вхідний відкритий текст.
- Засліплення – це техніка криптографії, за допомогою якої агент може надавати послугу клієнту в закодованому вигляді, не знаючи ні реального входу, ні реального результату.
- Диференціальна приватність - таке обмеження алгоритму, що за результатами аналізу даних не можна визначити, чи використовується інформація певної особи для аналізу та формування результатів. Ця техніка зосереджена на великих базах даних і приховує ідентичність окремих «вхідних даних», які можуть мати приватні дані та проблеми з конфіденційністю,
- Псевдонімізація – це метод керування даними, який замінює особистість або особисту інформацію на штучні ідентифікатори, відомі як псевдоніми. Цей метод деідентифікації дозволяє приховати вміст і поля інформації, щоб запобігти атакам і завадити хакерам отримати важливу інформацію. Ці псевдоніми можуть бути розміщені для груп або для окремих частин інформації. Загалом вони служать для запобігання крадіжці інформації, а також підтримують цілісність даних та аналіз даних.[18]

## Майбутні ТПП
Приклади технологій покращення приватності, які досліджуються або розробляються, включають технологію обмеженого розкриття інформації, анонімні облікові дані, узгодження та забезпечення виконання умов обробки даних, а також журнал транзакцій даних.

### Технологія обмеженого розкриття
Технологія обмеженого розкриття забезпечує метод захисту приватності осіб, дозволяючи їм ділитися з постачальниками послуг лише достатньою для завершення взаємодії або транзакції кількістю особистої інформації. Ця технологія також призначена для обмеження відстеження та кореляції взаємодії користувачів із цими третіми сторонами. Обмежене розкриття інформації використовує криптографічні методи і дозволяє користувачам отримувати дані, перевірені постачальником, передавати ці дані довіреній стороні, а довіреній стороні - довіряти достовірності та цілісності цих даних.

### Анонімні облікові дані
Анонімні облікові дані – це посвідчення властивості або права власника облікових даних, які не розкривають справжню особу власника. Єдина розкрита інформація – це те, що власник посвідчення готовий розкрити. Посвідчення  може бути видане самим користувачем, постачальником онлайн-сервісу або третьою стороною (іншим постачальником послуг, державним органом тощо). Наприклад: онлайн прокат автомобілів. Агентству з прокату автомобілів не потрібно знати справжню особу клієнта. Потрібно лише переконатися, що клієнту виповнилося 23 роки (як приклад), що клієнт має водійські права, медичне страхування (тобто на випадок нещасних випадків тощо) і що клієнт платить. Таким чином, немає реальної необхідності знати імена клієнтів, їх адреси чи будь-яку іншу особисту інформацію. Анонімні облікові дані дозволяють обом сторонам почуватися комфортно: вони дозволяють клієнту розкривати лише стільки даних, скільки потрібно агентству з прокату автомобілів для надання послуг (мінімізація даних), а також дозволяють агентству з прокату автомобілів перевірити свої вимоги та отримати свої гроші. Замовляючи автомобіль в Інтернеті, користувач замість того, щоб вказувати класичне ім’я, адресу та номер кредитної картки, надає такі облікові дані, які всі видані псевдонім (тобто не на справжнє ім’я клієнта ):
- довідка про мінімальний вік, видана державою, яка підтверджує, що власник старше 23 років (примітка: фактичний вік не вказано);
- посвідчення водія, тобто твердження, видане органом контролю за транспортними засобами, що власник має право керувати автомобілем;
- доказ страхування[en], виданий медичним страхувальником;
- цифрові готівкові гроші.

### Узгодження та виконання умов обробки даних
Перш ніж замовити продукт або послугу в Інтернеті, користувач і постачальник онлайн-послуг або продавець обговорюють тип особистих даних, які мають бути передані постачальнику послуг. Це включає умови, які застосовуються до обробки персональних даних, наприклад, чи можна їх надсилати третім особам (продаж профілю) і за яких умов (наприклад, лише під час інформування користувача), або в який час у майбутньому його буде видалено (якщо взагалі буде). Після того, як відбулася передача персональних даних, узгоджені умови обробки даних технічно забезпечуються інфраструктурою постачальника послуг, яка здатна керувати та обробляти зобов’язання щодо обробки даних. Крім того, користувач може дистанційно перевіряти це забезпечення, наприклад, перевіряючи ланцюжки сертифікації на основі модулів перевіряємих обчислень або перевіряючи сертифікати приватності, видані сторонніми аудиторськими організаціями (наприклад, агентствами із захисту даних). Таким чином, замість необхідності користувачеві покладатися на прості обіцянки постачальників послуг не зловживати персональними даними, користувачу буде забезпечено більшу впевнсть в тому, що постачальник послуг дотримується домовлених умов обробки даних.

### Журнал транзакцій даних
Журнал транзакцій даних дозволяє користувачам реєструвати персональні дані, які вони надсилають постачальникам послуг, час, за який вони це роблять, і за яких умов. Ці журнали зберігаються і дозволяють користувачам визначити, які дані вони кому надіслали, або вони можуть встановити тип даних, якими володіє певний постачальник послуг. Це призводить до більшої прозорості, що є необхідною умовою для контролю.